# Pieds-noirs
Pieds-noirs (w dosłownym tłumaczeniu „Czarne Stopy“) – przydomek francuskich i innych europejskich osadników urodzonych w Algierii Francuskiej w okresie od 1830 do odzyskania niepodległości przez Algierię (1962).
W powszechnym użyciu określenie pieds-noirs stanowi w zasadzie synonim repatrianta. Do grupy tej zalicza się Europejczyków oraz Żydów sefardyjskich, jednak wyklucza ona muzułmanów. Dla niektórych Sefardyjczyków pochodzących z rodzin przybyłych do Algierii przed francuskimi kolonizatorami, nazwa ta odnosi się wyłącznie do algierskich Europejczyków.
Termin repatriant nawiązuje do statusu administracyjnego, jaki nadawano od 1962 Francuzom uciekającym z Algierii w momencie odzyskania niepodległości przez ten kraj, a następnie objął on również ludność przybywającą z Maroka i Tunezji oraz innych francuskich kolonii. Wśród repatriantów z Algierii (wszyscy posiadali francuskie obywatelstwo) znajdowali się również muzułmanie służący w armii francuskiej (częściej określani mianem harki) i ich rodziny, a także nie-muzułmanie pochodzący z Europy oraz członkowie społeczności żydowskiej obecnej w Algierii jeszcze przed okresem kolonizacji, którzy otrzymali francuskie obywatelstwo w XIX wieku na mocy dekretu Crémieux z 1870.
Określenie pieds-noirs odnosi się zatem do niemuzułmańskich obywateli francuskich z Algierii, a także do Francuzów pochodzących z innych francuskich protektoratów: Maroka i Tunezji (kraje te odzyskały niepodległość w 1956).

## Geneza nazwy
Zdaniem Paula Roberta po raz pierwszy określono Francuzów mieszkających w Algierii mianem pieds-noirs w 1955. Inni twierdzą, że termin ten, zanim przeniknął do Algierii, był używany w latach 1951–1952 w koszarach metropolii. Nazywano tak francuskich rekrutów przybyłych z Afryki Północnej. Przed wojną o niepodległość nie istniało w Algierii żadne powszechne określenie stosowane przez Francuzów mieszkających w Algierii do nazwania siebie samych, oprócz oczywiście nazw takich jak Algierczyk lub Północno-Afrykańczyk, które jednak odnosiły się wyłącznie do Francuzów zamieszkujących te tereny, natomiast rdzennych mieszkańców określano mianem Arabów lub muzułmanów.
Przed i w trakcie I wojny światowej, w koszarach wojskowych posługiwano się dwoma pejoratywnymi terminami w odniesieniu do przybyszów z krajów Maghrebu: abricot (morela) oznaczał Francuzów z Algierii, natomiast bicot oznaczał muzułmanów. Ten drugi termin przetrwał w języku używanym przez rasistów, jednak należy wspomnieć, że nie był stosowany przez Francuzów mieszkających w Algierii, którzy woleli określenia zdecydowanie mniej obraźliwe: tronc (w dosłownym tłumaczeniu- trzonek, pień) lub tronc de figuier (pień figowca). Nazwy te były aluzją do zwyczaju prowadzenia długich rozmów w cieniu drzew – ulubionej aktywności rdzennych mieszkańców Maghrebu. Francuzi z Algierii posiadali za to sporą liczbę określeń na mieszkańców metropolii (Francuzi z Francji, „Francaouis”, „Patos“). Wydaje się, że przezwisko pieds-noirs pojawiło się w północnej Afryce dopiero po 1954, a zostało prawdopodobnie przywiezione przez licznie wówczas przybyłych żołnierzy z metropolii. Niemniej jednak określenie to weszło do powszechnego użycia zaledwie w ostatnich latach francuskiej obecności, a w pełni przyjęło się już we Francji, po okresie repatriacji. Pierwsze udokumentowane użycia tego wyrażenia są następujące:
- w 1957 ukazała się powieść Georges’a Damitio pt. Les Pieds noirs (wyd. Albin Michel)
- w czerwcu 1960 François Mauriac posłużył się tym wyrażeniem w felietonie opublikowanym przez „L’Express”
- we wrześniu 1961 w „La Revue des Deux Mondes” zostaje opublikowane badanie zatytułowane Les Pieds-Noirs

## Proponowane wyjaśnienia
Wskazuje się więc dwa, mniej lub bardziej wiarygodne wyjaśnienia: pierwsze z nich to aluzja do rzekomo lakierowanego obuwia lub wysokich czarnych butów z cholewką noszonych przez pierwszych imigrantów, ewentualnie do czarnych wojskowych butów żołnierzy armii afrykańskiej, poczerniałych w wyniku przeprawy przez błota etc. Niektórzy odwołują się nawet do indiańskiego plemienia Czarnych Stóp, którzy byli ponoć obecni w szeregach amerykańskich kontyngentów przybyłych do Afryki Północnej w 1942. Powyższe wyjaśnienia są jednak prawdopodobnie błędne z tego względu, że gdyby rzeczywiście były prawdziwe, przydomek pieds-noirs byłby znany w Algierii na długo przed wojną o niepodległość.
Według innych źródeł (również przytoczonych niejako „po fakcie“) nazwa ta odnosiłaby się do „Arabów” pracujących na śródziemnomorskich statkach w okolicach 1901. Z kolei artykuł zatytułowany Vous avez dit Pieds-Noirs, który ukazał się w styczniu 1999 w periodyku „Pieds Noirs d’Hier et d’Aujourd’hui”, wyjaśnia pochodzenie tego określenia w następujący sposób: pod koniec XIX wieku, kiedy przemysł okrętowy uległ mechanizacji, marynarzom algierskim – „przywykłym” do wysokich temperatur – przydzielono pracę przy kotłach parowych opalanych węglem (na tej samej zasadzie „czarnuchy” zostały oddelegowane do pracy w kopalniach), podczas gdy żeglarzom pochodzącym z metropolii, uzbrojonym w wyciory do czyszczenia karabinów nadano ksywkę bouchons gras (dosł. „tłuste korki“), a potem (już na lądzie): patos (pato to po hiszpańsku kaczor) z powodu ich chybotliwego kroku (nawyk powstały w wyniku kołysania statku). Artykuł przedstawia również fotografię z 1917, pod którą widnieje odpowiedni podpis.
To ostatnie wyjaśnienie jest być może prawdziwe w odniesieniu do terminu patos, które było rzeczywiście rozpowszechnione przed 1949, ale w żadnym wypadku nie może zostać zastosowane w stosunku do nazwy pieds-noirs – zupełnie nieznanej w Algierze aż do połowy lat pięćdziesiątych.
Istnieje jednak jeszcze jedno, mniej znane wyjaśnienie, które może się zgadzać z tą właśnie datą. Powstający wówczas tygodnik L’Express opublikował artykuł będący gwałtowną krytyką francuskich mieszkańców Algierii. Autor porównał ich do plemienia Czarnych Stóp opierając się na karykaturalnej wizji jego członków, przedstawionej przez Hergé w komiksie Tintin w Ameryce. Znany rysownik opisuje ich jako próżniaków czerpiących zyski z odkrytej na ich ziemiach ropy. Obraz kolonisty-miliardera zaciągającego się cygarem na siedzeniu Cadillaca – wizerunek szyderczo obnażony przez Alberta Camus – pochodzi z tego samego artykułu. Niemniej jednak sami zainteresowani, w chwili gdy ich losy pomału zaczynały się ważyć, podchwycili tę nazwę, o czym dobitnie świadczą nazwy wielu ówczesnych stowarzyszeń (w dużej mierze studenckich, z Algieru).

## Wspólnoty
W momencie odzyskania niepodległości, populacja algierskich pieds-noirs liczyła około miliona osób.
Europejska wspólnota stanowiła mieszankę ludności o europejskich korzeniach, przy czym dominowali w niej przybysze z krajów śródziemnomorskich: Francuzi (zwłaszcza Alzatczycy, którzy opuścili swoje ziemie po przegranej z 1870 i związaną z nią pruską okupacją), Korsykańczycy, Hiszpanie, Anglo-Maltańczycy (Malta była brytyjską kolonią), a także Włosi, Niemcy, Szwajcarzy i Anglicy.
28 lipca 1885 podczas dyskusji w Izbie Deputowanych, Jules Ferry wypowiadał się na ten temat w następujących słowach: „Powinniśmy wybierać kolonistów nie tylko spośród Francuzów, ale również z innych europejskich nacji: Niemców ze względu na ich solidność, Maltańczyków i mieszkańców Mahón (stolica Minorki), którzy są co prawda mniej pożądani, ale z łatwością się zaadaptują. Zresztą nie należy przesadzać z jakością w momencie gdy liczy się ilość”.
Jedną z pierwszych mniejszości, które osiedliły się w Algierze na samym początku okresu kolonizacji byli Hiszpanie pochodzący z Balearów. Ariergarda Francuskiego korpusu ekspedycyjnego stacjonowała wówczas w Mahón, stolicy Minorki. Jego mieszkańcy jako pierwsi znaleźli się więc na pokładzie francuskich okrętów (od 1830). Mahończycy ugruntowali sobie solidną pozycję w regionie Algieru, zasłynąwszy przede wszystkim jako producenci nowalijek. Najsilniejsza fala tej imigracji objęła lata 1830–1845. Ich integracja przebiegła szybko i sprawnie głównie za sprawą służby wojskowej i szkoły.
Kolejnym istotnym elementem tej narodowościowej mozaiki była grupa przybyłych znacznie wcześniej Żydów (XVI/XVII wiek). Jej przedstawiciele całkowicie zaakceptowali obecność Francuzów (dekret Crémieux nadał im francuskie obywatelstwo), przyjęli ich kulturę i walczyli po ich stronie w obu wojnach światowych.
Nawet jeśli imigranci posiadający francuskie obywatelstwo stanowili większość, to pozostali obcokrajowcy tworzyli istotny odsetek tej populacji, osiągając w 1886 49%. Po wprowadzeniu ustawy o automatycznej naturalizacji (1889) ich liczba drastycznie zmalała. Integracja pieds-noirs, która wcale nie wydawała się łatwa zaraz po rozpoczęciu kolonizacji (niektórzy lokalni politycy mówili wręcz o „obcym zagrożeniu“) ze względu na silne napięcia pomiędzy Francuzami i resztą Europejczyków z jednej strony a całością Europejczyków i Żydami z drugiej, została ułatwiona przez następujące czynniki:
- francuski rząd, zaniepokojony słabą demograficznie pozycją swoich obywateli, wcielił w życie prawo automatycznie nadające obywatelstwo wszystkim dzieciom obcokrajowców urodzonym na terenie Algierii (ustawy z 1889 i 1893), zaś Żydom, którzy przywitali Francuzów w 1830 jako wyzwolicieli i masowo przyjęli kulturę francuską, przyznano jednorazowo status obywateli Francji (dekret Crémieux z 1870).
- poczucie wspólnotowości w konfrontacji z muzułmańskimi autochtonami w systemie kolonialnym

Natomiast jeśli chodzi o muzułmańskich Algierczyków (nazywanych wówczas „muzułmańskimi Francuzami“), to w ich przypadku trudno mówić o znaczącej integracji z przybyszami z Europy. Było to w dużej mierze spowodowane faktem, iż muzułmańskie autorytety nakazały czczącym Allaha Algierczykom odmawiać francuskiego obywatelstwa ze względu na religijną barierę.

## Pieds-noirsa wojna w Algierii
Począwszy od 1 listopada 1954 – daty kiedy miały miejsce tzw. „krwawe zaduszki” (fr. Toussaint rouge) – Algieria pogrążyła się w walce. Niepodległościowe roszczenia z maja 1945 postulowane przez islamską mniejszość nie wywołały głębszego rozdźwięku pomiędzy muzułmańskimi Algierczykami a wspólnotą europejską. Dopiero zamachy w Constantinois w sierpniu 1955 sprawiły, że Algierię zaczął opanowywać prawdziwy chaos. Masakra setek pieds-noirs dokonana przez Front Wyzwolenia Narodowego (Front de Liberation Nationale, w skrócie FLN) 20 sierpnia 1955 w regionie Constantine (w szczególności w Philippeville i w El-Halia) zaważyła na dalszym przebiegu konfliktu. We Francji zdjęcia z powyższych zdarzeń zostały ocenzurowane. Mówiło się jedynie o „wydarzeniach”, podczas gdy sytuacja w Algieria nieubłaganie zmierzała w kierunku wojny domowej (kwestia harkis, utworzenie w 1960 Organizacji Tajnej Armii – fr. Organisation de l’Armée Secrète, w skrócie OAS).
W 1959 liczba pieds-noirs osiągnęła 1 025 000, a więc 10,4% populacji Algierii. Ich liczba uległa jednak zmniejszeniu w stosunku do 1929, kiedy to stanowili 15,2% mieszkańców. Główną przyczyną tego spadku była demograficzna ekspansja muzułmańskiej części społeczeństwa. Niemniej jednak rozmieszczenie populacji tworzyło regiony z dominującą obecnością pieds-noirs. Zaliczały się do nich Bône, Algier, a przede wszystkim Orania. Oran pozostawał zresztą pod europejską kontrolą od XVII wieku, a w 1959 Europejczycy stanowili 49,3% jego mieszkańców.
W regionie Algieru odsetek pieds-noirs osiągał 35,7%, zaś w Bône 40,5%. Departament orański zawierający wysoko rozwiniętą strefę rolniczą pomiędzy Oranem a Sidi-el- Abbès (16 520 km²) charakteryzował się najwyższą gęstością zaludnienia w obszarze wiejskim na skalę całej Europy (w 1959 mieszkańcy wsi stanowili tu 33,6% całej populacji departamentu).
Wielu pieds-noirs poczuło się zdradzonych postawą de Gaulle’a, który początkowo zadeklarował (przemówienie z Mostaganem) wsparcie dla francuskiej Algierii, jednak później poparł prawo Algierczyków do samostanowienia, a w konsekwencji niepodległość Algierii. Nie ulega wątpliwości, że ówczesny prezydent Francji doskonale zdawał sobie sprawę z praktycznych konsekwencji tej decyzji. Ostatnia faza negocjacji odbyła się w dniach 7–18 marca 1962 roku (porozumienie z Évian). Oficjalne uznanie niepodległości Algierii nastąpiło w kwietniu 1962.
W obliczu wycofywania się Francji i braku konkretnych działań mających na celu ochronę tej politycznej mniejszości, część pieds-noirs (w szczególności mieszkańcy Oranu) poparła OAS.

## Ucieczka
Między wiosną a jesienią 1962 w sytuacji coraz większego chaosu i beznadziei, 900 000 Francuzów, innych Europejczyków oraz Żydów opuściło Algierię. Slogan „walizka albo trumna” wykrzykiwany przez niektórych nacjonalistów doskonale oddaje uczucie doszczętnego porzucenia doznawane przez pieds-noirs. Nie posiadając żadnych gwarancji bezpieczeństwa rzucili się w wir nagłej i masowej ucieczki.
Rząd francuski ocenił na 200 do 300 tysięcy liczbę czasowych repatriantów przebywających na terenie Francji. Tymczasem nic nie było przygotowane na ich przyjęcie. Wielu musiało spać na ulicach. Dodatkowo większość z nich nigdy wcześniej nie gościła we Francji ani też nie posiadała rodziny czy wsparcia. Niektórzy musieli również odczuć niechęć mieszkańców metropolii, których większość przeciwstawiała się wojnie w Algierii i cierpiała z powodu dużej liczby rannych i poległych w tej walce. Repatrianci otrzymali jednak pomoc od państwa, co z kolei wywołało zazdrość Korsykańczyków i obudziło ich nacjonalizm.
Obrazy tysięcy wystraszonych uchodźców, okupujących algierskie porty w celu załapania się na statek odpływający do Francji stały się codziennością pomiędzy kwietniem a sierpniem 1962.
Niektórzy pieds-noirs w geście rozpaczy zniszczyli swoje dobra przed wstąpieniem na pokład, jednak większość pozostawiła posiadłości w nienaruszonym stanie, ponieważ liczyli na to, że rząd de Gaulle’a przynajmniej częściowo dotrzyma swoich obietnic i że będą mogli powrócić. We wrześniu 1962 Oran, Bône i Sidi-bel-Abbès straciły połowę mieszkańców. Urzędy, policja, sądy i sklepy w trzy miesiące przestały funkcjonować. Zdecydowana większość tej populacji znalazła schronienie we Francji (największa fala ucieczki przypadła na 1962), niewielka liczba udała się Hiszpanii (okolice Alicante). Jeszcze inni postanowili wyjechać zdecydowanie dalej: do Argentyny lub Kanady. Żydzi masowo wybierali Francję, bardzo niewielu wyjechało do Izraela. Jeśli wliczyć do tego przybyszów z innych krajów Maghrebu, łączna liczba repatriantów wyniosła 1,5 miliona osób, a więc 3% populacji Francji.
Nie należy jednak zapominać, że pewna liczba Francuzów pozostała w Algierii po odzyskaniu niepodległości, jednak ich nadzieja została ostatecznie pogrzebana dekretem o nacjonalizacji rolnictwa i gospodarki, który wszedł w życie pierwszego listopada 1963.
W szczytowym okresie wojny domowej z początku lat dziewięćdziesiątych liczba Francuzów obecnych w Algierii nie przekraczała dwóch tysięcy (w tym garstka pieds-noirs), jednak od kilku lat coraz więcej Europejczyków osiedla się w tym kraju, a liberalna polityka przyciąga coraz większą liczbę inwestorów.

## Sytuacja we Francji
Rząd francuski pozostawił nowemu algierskiemu rządowi wszystkie archiwa, a zatem pieds-noirs zostali odcięci od aktów urodzenia i innych ważnych dokumentów. Niektórzy z nich z trudem mogli udowodnić francuskie obywatelstwo. W latach siedemdziesiątych rząd francuski ostatecznie zdecydował się wysłać swoich przedstawicieli do większych ośrodków algierskich w celu skopiowania niezbędnych dokumentów. Samorządy pomniejszych gmin nie zostały jednak odwiedzone, co wyjaśnia problemy, z którymi do dziś borykają się niektórzy Francuzi.
Większość pieds-noirs poczuła się odrzucona w momencie przyjazdu do Francji. Musieli zmierzyć się z oskarżeniami wysuwanymi zwłaszcza przez komunistów, którzy przedstawiali ich jako kolonistów-wyzyskiwaczy. W lecie 1962 przybijający do brzegów Marsylii pieds-noirs zostali przywitani przez dokerów (członków CGT) uzbrojonych w transparenty o jednoznacznym brzmieniu („pieds-noirs do morza“). Bagaże wielu z nich zostały wrzucone do morza przez wspomnianych wcześniej dokerów. Spora część polityków odnosiła się niechętnie do tej obcej populacji (socjalistyczny mer Marsylii Gaston Defferre zadeklarował w lipcu 1962: „W Marsylii żyje o 150 000 ludzi za dużo, niech pieds-noirs poszukają sobie miejsca gdzieś indziej”) i postrzegała ich jako brutalnych, rasistowskich machos. Jednak wbrew powszechnym oczekiwaniom, większości repatriantów udało się dość prędko zaadaptować.
Jak chodzi o status społeczny, spora część pieds-noirs przynależała do klasy robotniczej lub drobnego miejskiego proletariatu. Zdecydowana większość (85%) żyła w miastach, gdzie pracowali jako drobni urzędnicy, rzemieślnicy, kupcy. Średnia pensja była o 15% niższa od płac w metropolii. Poziom wykształcenia rzadko przekraczał szkołę podstawową. Jedynie 5% pieds-noirs posiadało ziemię uprawną, a naprawdę wielkie fortuny można było policzyć na palcach jednej ręki.
Pomimo chłodnego przyjęcia pieds-noirs zintegrowali się dość szybko, przyspieszając ekonomiczny wzrost lat sześćdziesiątych (zwłaszcza w Prowansji i Langwedocji). Dotychczas uśpione miasta (Montpellier, Perpignan, Nicea, Marsylia) zaczęły się gwałtownie rozwijać, czego skutki są widoczne do dziś. Inaczej sytuacja wyglądała na Korsyce, gdzie integracja pieds-noirs okazała się znacznie trudniejsza, zwłaszcza w rolnictwie.
Pieds-noirs pozostają dość szczególną wspólnotą. Urodzeni w nieistniejącej już Francji musieli zasymilować się w nieprzyjaznej i obcej metropolii. Ich numer nadawany przez INSEE do dziś wskazuje na nieistniejący już departament, z którego pochodzą.

## Słynnipieds-noirs
- Louis Althusser
- Jacques Attali
- Albert Camus
- Marcel Cerdan
- Alain Chabat
- Hélène Cixous
- Bertrand Delanoë
- Jacques Derrida
- Yves Saint Laurent